# Robert Sawyer (procureur général)
Sir Robert Sawyer (1633 - 1692) est un homme politique anglais.

## Biographie
Il est Président de la Chambre des communes en 1678, puis procureur général de 1681 à 1687.